# مقدح (القفر)

تعديل مصدري - تعديل

مقدح محلة تابعة لقرية مشرعة، التابعة لعزلة بني عمر العالي بمديرية القفر إحدى مديريات محافظة إب في الجمهورية اليمنية، بلغ تعداد سكانها 36 حسب تعداد اليمن لعام 2004.